# Futbol al Camerun
El futbol és l'esport més popular al Camerun.
La selecció del Camerun ha estat tradicionalment una de les més potents del continent africà. Fins al 2019 ha participat cinc vegades a una fase final de la Copa del Món, i l'any 1990 arribà a quarts de final. També ha guanyat quatre cops el Campionat d'Àfrica i la medalla d'or als Jocs Olímpics de Sydney 2000.

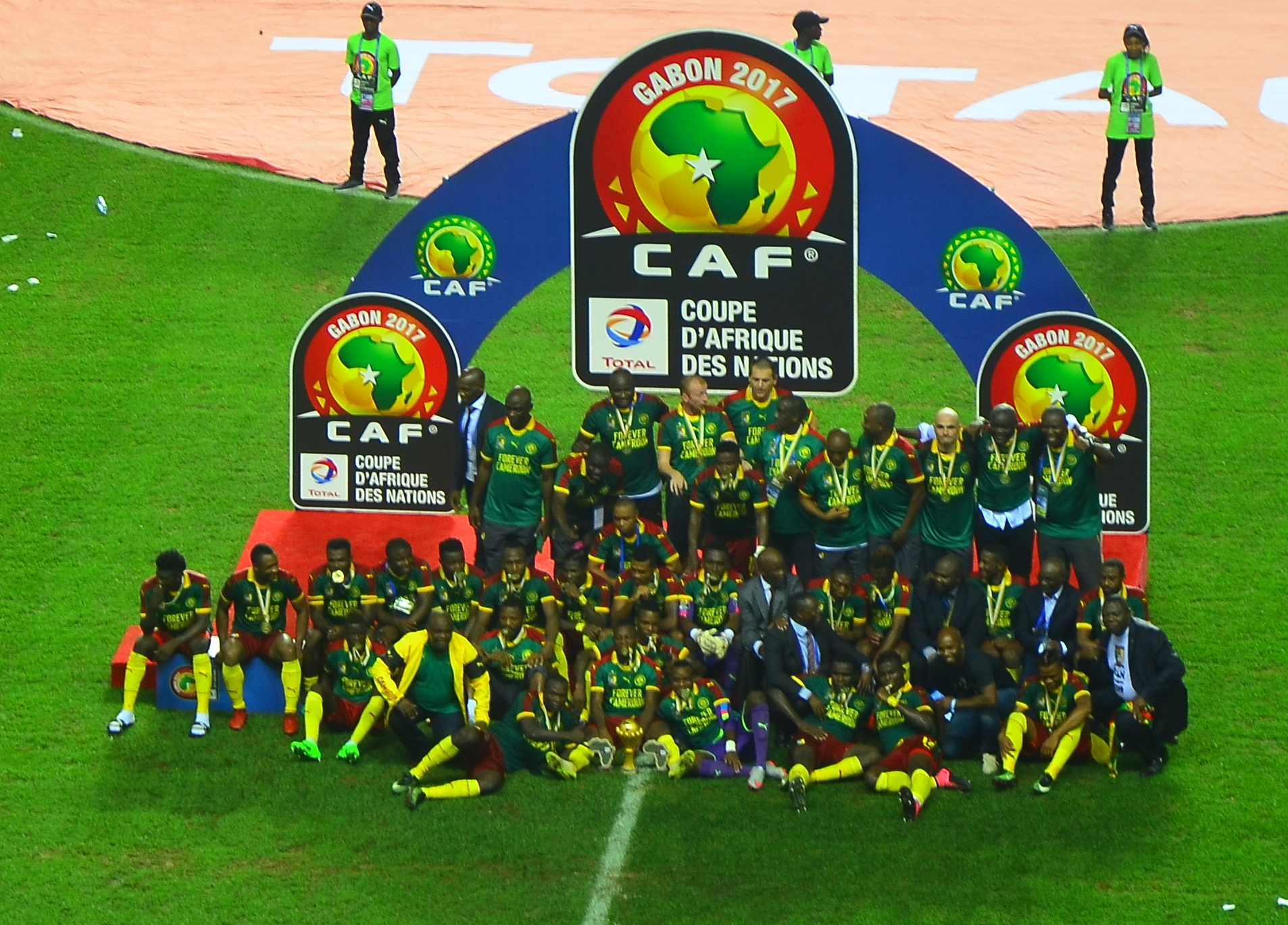
Selecció de Camerun campiona d'Àfrica el 2017.

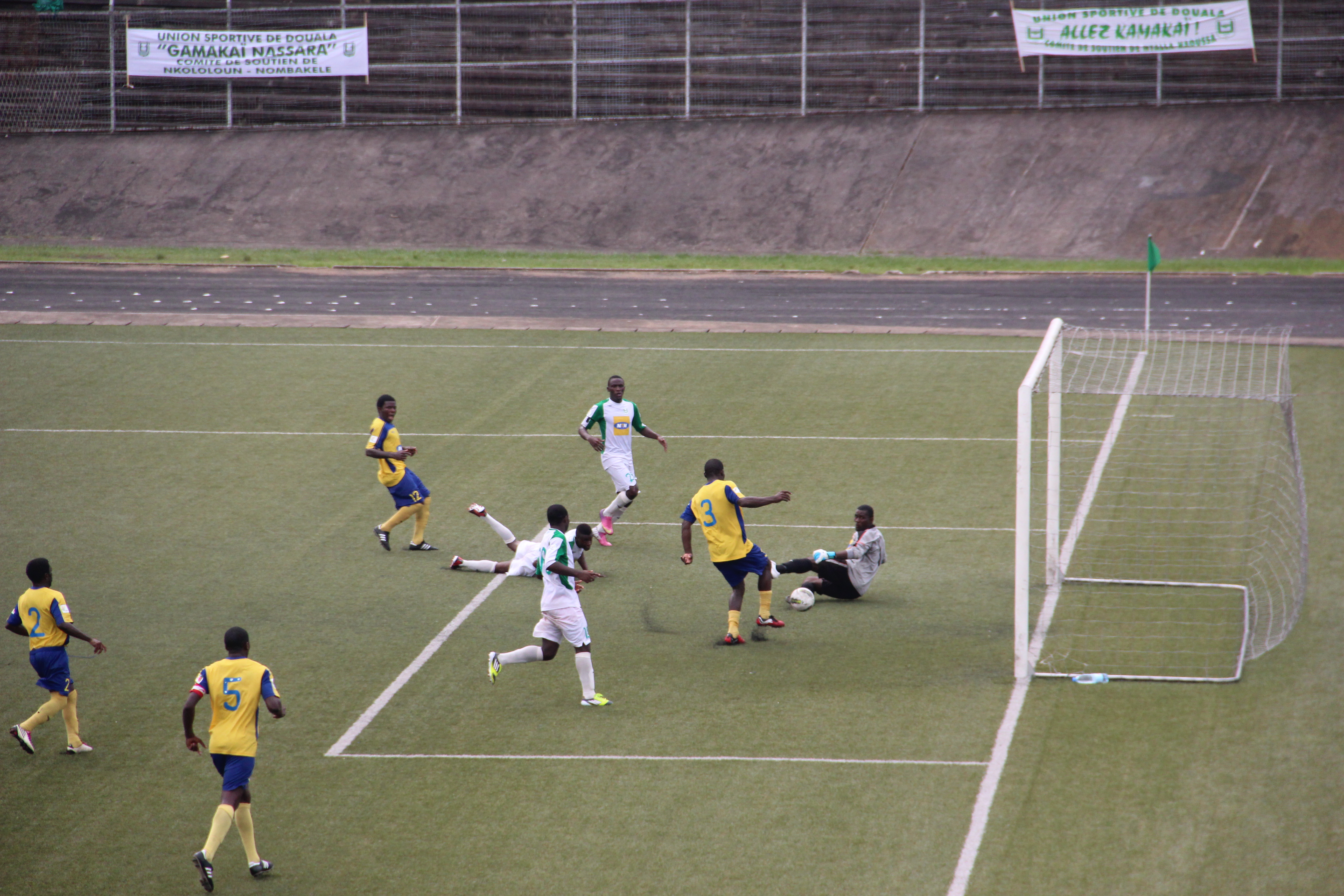
Partit entre Union Douala i Sable Batie.

## Competicions
- Lligues:
  - Elite One
  - Elite Two
- Copes:
  - Copa camerunesa de futbol
  - Supercopa camerunesa de futbol

## Principals clubs
Clubs amb més títols nacionals a 2019.
- Coton Sport FC de Garoua
- Canon Sportif de Yaoundé
- Tonnerre Kalara Club de Yaoundé
- Union Sportive de Douala
- Oryx Club de Douala
- Racing Club de Bafoussam
- Caïman Akwa Club Douala
- Aigle Royal de Nkongsamba
- Léopard Sportif de Douala
- Union des Mouvements Sportifs de Loum
- Diamant de Yaoundé
- Unisport FC de Bafang
- Sable Football Club
- Fovu Club de Baham
- Tiko United Football Club
- Eding Sport FC de la Lékié
- Lion de Yaoundé
- Dynamo de Douala
- Olympic Mvolyé
- Panthère Sportive du Ndé FC
- Dragon de Douala
- Dihep Nkam
- Prévoyance de Yaoundé
- Kumbo Strikers FC
- Mount Cameroon FC
- Impôts FC de Yaoundé
- Yong Sports Academy Bamenda
- APEJES Football Academy
- New Star FC de Douala
- Stade Renard de Melong

## Jugadors destacats
Fonts:
Des de 1950
- Eugène N'Jo Léa

Des de 1960
- Gabriel Abossolo
- Samuel Mbappé Leppé
- Frédéric N'Doumbé
- Joseph Yegba Maya

Des de 1970
- Michel Kaham
- Emmanuel Koum
- Charles Léa
- Jean Manga Onguéné
- Isaac Mbétté
- François N'Doumbé Lea
- Paul N'Lend
- Elie Onana
- Jean-Pierre Tokoto

Des de 1980
- Théophile Abega
- Ibrahim Aoudou
- Joseph-Antoine Bell
- Emmanuel Kundé
- Grégoire M'Bida
- Roger Milla
- Thomas N'Kono

Des de 1990
- Marc-Vivien Foé
- André Kana-Biyik
- Cyrille Makanaky
- Patrick M'Boma
- Émile Mbouh
- François Omam-Biyik
- Jacques Songo'o
- Stephen Tataw

Des de 2000
- Lauren Étamé Mayer
- Samuel Eto'o
- Raymond Kalla
- Carlos Idriss Kameni
- Geremi Njitap
- Rigobert Song
- Pierre Womé

Des de 2010
- Vincent Aboubakar
- Benoît Assou-Ekotto
- Alex Song

## Principals estadis

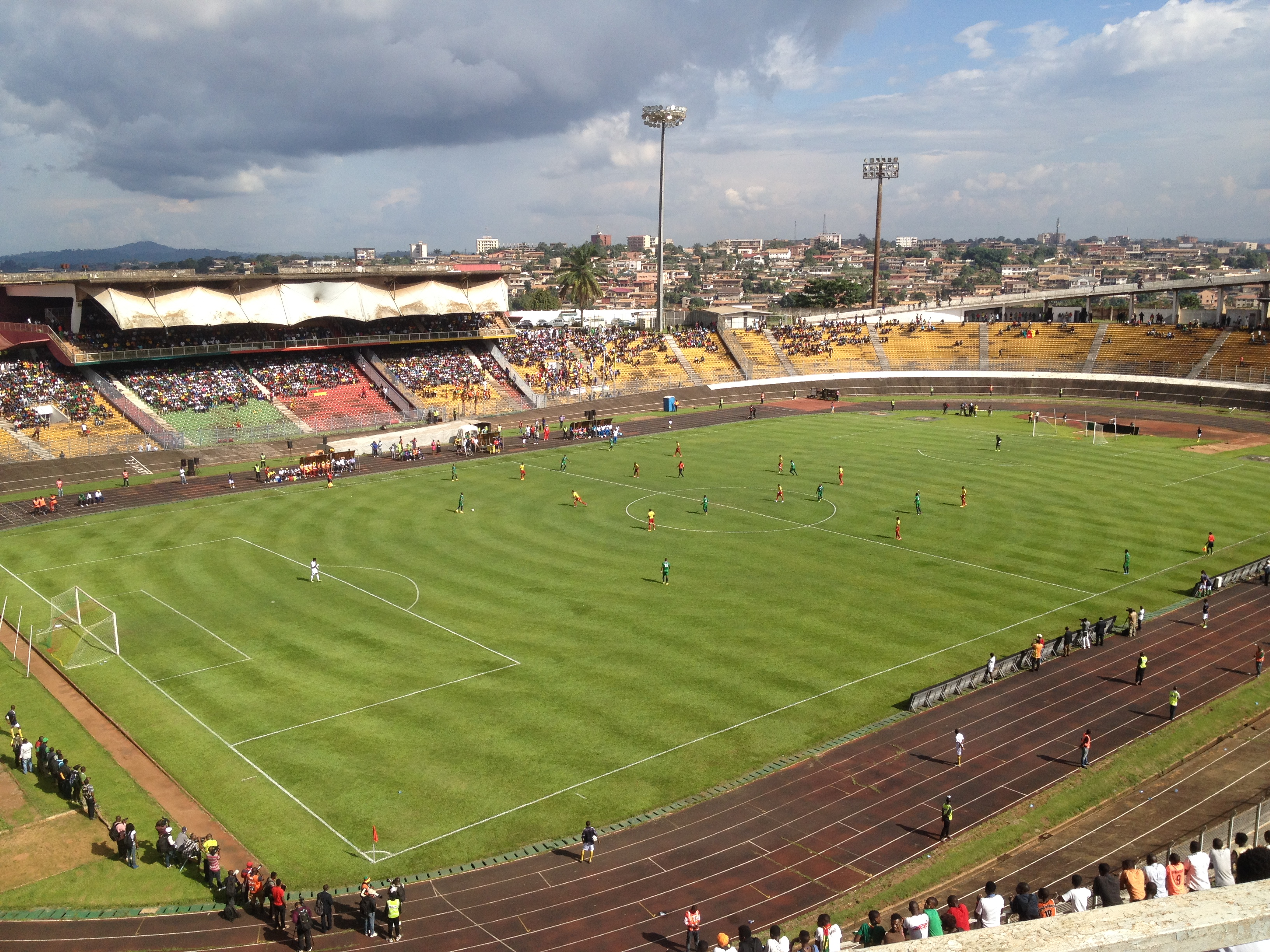
Stade Ahmadou Ahidjo.

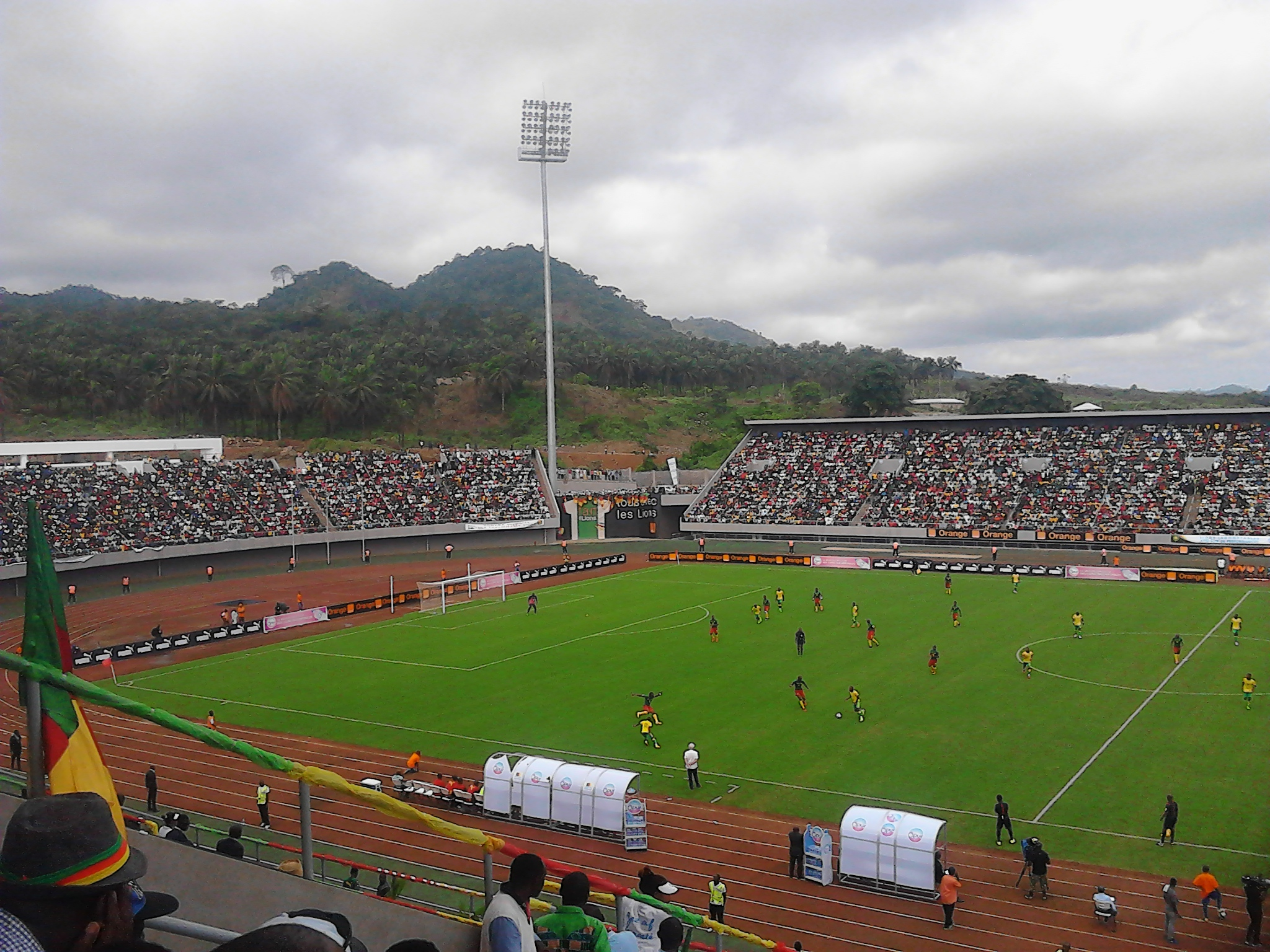
Stade de Limbe.

| # | Estadi                    | Capacitat | Ciutat  |
| - | ------------------------- | --------- | ------- |
| 1 | Estadi Paul Biya          | 60.000    | Yaoundé |
| 2 | Estadi Japoma             | 50.000    | Douala  |
| 3 | Estadi Ahmadou Ahidjo     | 42.500    | Yaoundé |
| 4 | Estadi de la Reunificació | 30.000    | Douala  |
| 5 | Estadi Roumdé Adjia       | 30.000    | Garoua  |
| 6 | Estadi Omnisport de Limbé | 20.000    | Limbe   |